# HMS Scylla (98)
La HMS Scylla (Pennant number 98), quarta nave da guerra britannica a portare questo nome, è stata un incrociatore leggero classe Dido della Royal Navy. Venne impostata nei cantieri della Scotts Shipbuilding and Engineering Company il 19 aprile 1939, varata il 24 luglio 1940 ed entrò in servizio il 12 giugno 1942 in piena seconda guerra mondiale.
A causa della mancanza di pezzi da 133 mm la Scylla, insieme alla sorella Charybdis venne completata con 4 installazioni binate da 113 mm. Le sovrastrutture di prua vennero modificate per ospitare queste armi e per aumentare gli spazi dedicati all'equipaggio. Alle navi venne affibbiato il nomignolo di toothless terrors ("Terrori senza denti") ma in realtà si dimostrarono efficaci navi antiaeree, anche di più delle altre navi della classe armate con gli ingombranti pezzi da 133 mm.

## Servizio

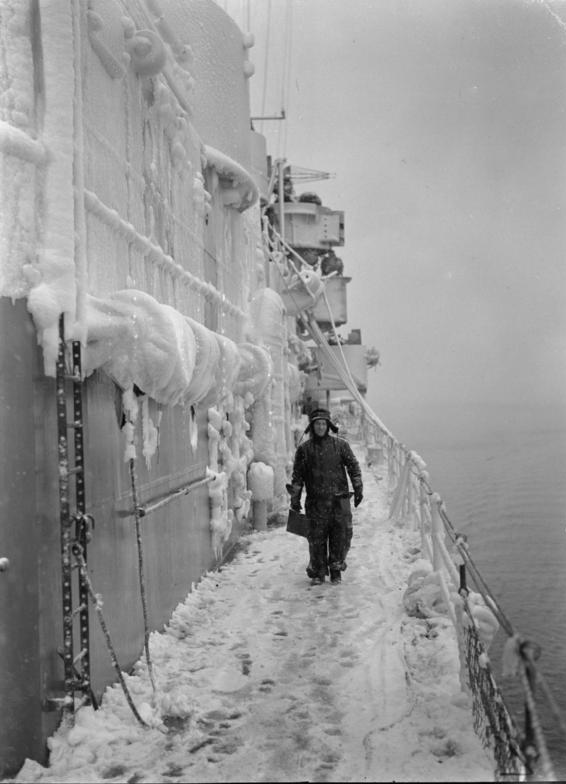
Il ponte della Scylla coperto di neve durante un pattugliamento in Nord Atlantico

All'ingresso in servizio la Scylla venne assegnata al 10º Squadrone incrociatori della Home Fleet con compiti di scorta ai convogli artici diretti in Unione Sovietica. Il 14 settembre imbarcò 209 sopravvissuti facenti parte degli equipaggi di diversi mercantili affondati da attacchi aerei tedeschi. Il 28 ottobre venne assegnata al 12º Squadrone Incrociatori della Mediterranean Fleet. Nel mese di novembre partecipò agli sbarchi in Nordafrica, denominati Operazione Torch facendo parte della Forza O della Task Force Orientale.
In dicembre venne trasferita nel golfo di Biscaglia per intercettare le navi corsare tedesche di ritorno alle basi francesi. Il 1º gennaio 1943 intercettò la Rhakotis, affondandola con un lancio di siluri. Nel mese successivo venne nuovamente adibita a scorta per i convogli artici. L'11 maggio scortò in Canada la RMS Queen Elizabeth con a bordo il primo ministro Winston Churchill per una conferenza interalleata. Il 28 giugno venne riassegnata insieme al 30° Escort Group al golfo di Biscaglia con compiti di pattuglia, caccia ai convogli e ai sommergibili nemici. Nel settembre 1943 partecipò allo sbarco a Salerno trasportando truppe alleate da Tripoli. In ottobre venne richiamata in patria per effettuare delle riparazioni all'apparato motore che terminarono solo nell'aprile 1944, quando venne riassegnata alla Home Fleet. In previsione dello sbarco in Normandia venne designata come ammiraglia della Task Force navale orientale. Il 6 giugno, giorno dello sbarco, bombardò il paese di Ouistreham per poi appoggiare lo sbarco su Sword Beach. Il 23 giugno colpì una mina nei pressi delle spiagge di sbarco e venne dichiarata non riparabile. La nave venne comunque rimorchiata a Portsmouth dove rimase fino al 1950, quando venne messa in vendita per essere demolita, dopo essere stata usata per due anni come nave bersaglio. Giunse a Barrow-in-Furness nei cantieri Thomas W Ward Ltd il 4 maggio 1950 per essere demolita.